# 1511
Il 1511 (MDXI in numeri romani) è un anno  del XVI secolo.

## Eventi
- 27 febbraio – Scoppia in Friuli la rivolta del Crudele giovedì grasso (Crudel joibe grasse in friulano).
- 26 marzo – Un terremoto con epicentro fra Friuli e Slovenia causa gravi danni, circa 10.000 morti e uno tsunami nel mare Adriatico che interessa Trieste e Venezia. Viene avvertito fin nelle Marche.
- Luglio – L'Impero portoghese conquista il Sultanato di Malacca, per la prima volta uno Stato europeo colonizza nel Sud-est asiatico.
- 4 settembre – Una grande meteorite cadde nei pressi di Crema.
- 5 ottobre – Lega Santa (Promossa da Papa Giulio II contro la Francia, vi aderiscono la Spagna, l'Inghilterra, la Svizzera, e Venezia. Il motto è: Fuori i barbari!).
- 11 ottobre – Per ordine del vescovo di Trieste, Pietro Bonomo, viene raso al suolo il Castello di Moccò.

## Nati
- 1º gennaio - Enrico, duca di Cornovaglia, duca britannico († 1511)
- 1º marzo - Piero Strozzi, nobile e generale italiano († 1558)
- 2 aprile - Ashikaga Yoshiharu, militare giapponese († 1550)
- 9 aprile - Vincenzo Morosini, politico italiano († 1588)
- 16 aprile - Cornelio Musso, vescovo cattolico e teologo italiano († 1574)
- 4 giugno - Onorato II di Savoia-Villars, condottiero italiano († 1580)
- 15 giugno - Bartolomeo Ammannati, scultore e architetto italiano († 1592)
- 8 luglio - Ippolito Capilupi, vescovo cattolico italiano († 1580)
- 9 luglio - Dorotea di Sassonia-Lauenburg, regina († 1571)
- 30 luglio - Giorgio Vasari, pittore, architetto e storico dell'arte italiano († 1574)
- 22 agosto - Francesco Porto, umanista greco († 1581)
- 19 settembre - Michele Serveto, teologo, umanista e medico spagnolo († 1553)
- 28 settembre - Matsudaira Kiyoyasu, militare giapponese († 1536)
- 22 ottobre - Erasmus Reinhold, astronomo e matematico tedesco († 1553)
- 8 novembre - Paul Eber, teologo tedesco († 1569)
- 18 novembre - Ioan Iacob Heraclid, principe († 1563)
- 18 dicembre - Andrea Corner, cardinale e vescovo cattolico italiano († 1551)
- Abraham ben Daniel, rabbino e poeta italiano
- Giovan Battista Adriani, storico e oratore italiano († 1579)
- Diego de Agüero, esploratore spagnolo († 1544)
- Marcello Alberini († 1580)
- Abu l-Fadl 'Allami, politico e storico indiano († 1602)
- Amato Lusitano, medico e botanico portoghese († 1568)
- Domenico di Baccio d'Agnolo, architetto italiano
- Antonio Bassano, musicista italiano († 1574)
- Bega Begum, principessa persiana († 1582)
- Nicolás Bobadilla, gesuita spagnolo († 1590)
- Paolo Burali d'Arezzo, cardinale e arcivescovo cattolico italiano († 1578)
- Luigi Carafa della Stadera, II principe di Stigliano, nobile e politico italiano († 1576)
- Gaspar Cervantes de Gaete, cardinale e arcivescovo cattolico spagnolo († 1575)
- Girolamo da Correggio, cardinale e arcivescovo cattolico italiano († 1572)
- Lelio Ottaviano Guasco, vescovo cattolico italiano († 1564)
- Thomas Howard, nobile inglese († 1537)
- Kimotsuki Kanetsugu, militare giapponese († 1566)
- Francisco López de Gómara, religioso e storico spagnolo († 1566)
- Diego de Losada, esploratore spagnolo († 1569)
- Margherita di Brandeburgo, principessa († 1577)
- Pietro Nelli, poeta italiano († 1572)
- Francisco de Orellana, esploratore spagnolo († 1546)
- Aurelia Petrucci, poetessa italiana († 1542)
- Juan Pizarro, militare spagnolo († 1536)
- Sen Surintra, sovrano laotiano († 1582)
- Lucantonio Tomassoni, condottiero italiano († 1592)
- Uyama Hisakane, militare giapponese († 1566)
- Luis de Velasco, spagnolo († 1564)
- Nicola Vicentino, compositore e teorico della musica italiano († 1577)
- Pierre Viret, teologo francese († 1571)
- Caspar Vopel, matematico, astronomo e cartografo tedesco († 1561)
- Ippolito de' Medici, cardinale e arcivescovo cattolico italiano († 1535)
- Michele della Torre, cardinale e vescovo cattolico italiano († 1586)

## Morti

### Gennaio
- 9 gennaio - Demetrio Calcondila, umanista greco (n. 1423)
- 17 gennaio - Beatriz de Bobadilla, marchesa di Moya, nobile spagnola (n. 1440)
- 19 gennaio - Ludovico Gonzaga, vescovo cattolico italiano (n. 1460)
- 20 gennaio - Oliviero Carafa, cardinale, condottiero e giurista italiano (n. 1430)
- 22 gennaio - Giovanna di Borbone-Vendôme, nobile francese (n. 1465)
- 24 gennaio - Giovanni Paternò, arcivescovo cattolico italiano

### Febbraio
- 3 febbraio - Leonardo Trissino, avventuriero italiano (n. 1467)
- 11 febbraio - Carlo II d'Amboise, politico e militare francese (n. 1473)
- 22 febbraio - Enrico, duca di Cornovaglia, duca britannico (n. 1511)

### Marzo
- 3 marzo - Luigi II d'Amboise, vescovo cattolico e cardinale francese (n. 1477)
- 10 marzo - Tommaso Baldinotti, nobile, presbitero e poeta italiano (n. 1451)

### Aprile
- 2 aprile - Bernardo VII di Lippe, sovrano tedesco (n. 1428)
- 27 aprile - Alessandro I di Cachezia, re (n. 1445)

### Maggio
- 22 maggio - François de Prez, vescovo cattolico svizzero
- 24 maggio - Francesco Alidosi, cardinale e condottiero italiano (n. 1455)
- 29 maggio - Nicolás de Ovando, militare e esploratore spagnolo (n. 1460)

### Giugno
- 9 giugno - William Courtenay, I conte di Devon, nobile britannico (n. 1475)

### Luglio
- 2 luglio - Şahkulu,  turco

### Agosto
- 1º agosto - Matthias Ringmann, cartografo e umanista tedesco (n. 1482)
- 15 agosto - Francesco III Crispo, duca (n. 1483)
- 23 agosto - Francesco Argentino, cardinale e vescovo cattolico italiano

### Settembre
- 4 settembre - Lucrezia Pico, nobildonna italiana (n. 1458)
- 6 settembre - Ashikaga Yoshizumi, militare giapponese (n. 1481)
- 6 settembre - Guglielmo di Jülich-Berg, nobile tedesco (n. 1455)
- 22 settembre - Pietro Isvalies, cardinale e arcivescovo cattolico italiano
- 30 settembre - Giovanni Zaccaria Campeggi, giurista italiano (n. 1448)

### Ottobre
- 4 ottobre - Pedro Luis de Borja Llançol de Romaní, cardinale spagnolo (n. 1472)
- 4 ottobre - Andrés de Cabrera, nobile, politico e militare spagnolo (n. 1430)
- 5 ottobre - Francesco Maria Rangoni, politico e ambasciatore italiano
- 18 ottobre - Filippo de Commynes, politico francese

### Novembre
- 2 novembre - Giovanna Malatesta, nobildonna italiana (n. 1444)
- 4 novembre - Francesco Borgia, cardinale e arcivescovo cattolico spagnolo
- 5 novembre - Gabriele de' Gabrielli, cardinale e vescovo cattolico italiano (n. 1445)
- 8 novembre - Kemal Reis, ammiraglio ottomano (n. 1451)
- 14 novembre - Giovanni Liccio,  italiano (n. 1426)
- 22 novembre - Giovanni Sadoleto, giurista italiano (n. 1440)
- 23 novembre - Anna di York, principessa inglese (n. 1475)

### Dicembre
- 30 dicembre - Pietro Marso, filologo e oratore italiano (n. 1441)

### Senza giorno specificato
- Bartolomeo da San Vito, scultore italiano
- Ahmad Shah I di Pahang, sovrano malese
- Pacifica Brandani, nobile italiana
- Ambrogio Calepio, latinista, lessicografo e umanista italiano
- Andrea di Capua, nobile e condottiero italiano
- Alvise Dardani, notaio italiano (n. 1430)
- Giovan Francesco Gambara, condottiero italiano
- Trogia Gazzella, nobildonna italiana
- Gianfrancesco da Tolmezzo, pittore italiano (n. 1450)
- Francesco Gonzaga, cavaliere medievale italiano (n. 1477)
- Giampietro Gonzaga di Palazzolo, militare italiano
- Jinbō Nagakiyo, militare giapponese
- Jinbō Nagatsuna, militare giapponese
- Giovanni Mazone, pittore italiano (n. 1433)
- Rinaldo Montoro e Landolina, vescovo cattolico italiano
- Fra Leonardo Prato, nobile e condottiero italiano (n. 1450)
- Diego Salcedo, militare spagnolo
- Bartolomeo Sanvito, calligrafo e miniatore italiano
- Konrad Summerhart, teologo tedesco (n. 1455)
- Johannes Tinctoris, teorico della musica e compositore fiammingo
- Marcantonio della Torre, anatomista italiano (n. 1481)
- Yoshida Kanetomo, sacerdote giapponese (n. 1435)
- Antonio Maria da Milano, architetto italiano (n. 1439)
- Philippe I de Croÿ, nobile belga (n. 1435)
- Diego de Nicuesa, esploratore spagnolo (n. 1464)
- Hadim Ali Pascià, politico e militare ottomano

## Calendario
| Calendario 1511 | Calendario 1511 | Calendario 1511 | Calendario 1511 | Calendario 1511 | Calendario 1511 | Calendario 1511 | Calendario 1511 | Calendario 1511 | Calendario 1511 | Calendario 1511 | Calendario 1511 | Calendario 1511 | Calendario 1511 | Calendario 1511 | Calendario 1511 | Calendario 1511 | Calendario 1511 | Calendario 1511 | Calendario 1511 | Calendario 1511 | Calendario 1511 | Calendario 1511 | Calendario 1511 | Calendario 1511 | Calendario 1511 | Calendario 1511 | Calendario 1511 | Calendario 1511 | Calendario 1511 | Calendario 1511 | Calendario 1511 | Calendario 1511 |
| --------------- | --------------- | --------------- | --------------- | --------------- | --------------- | --------------- | --------------- | --------------- | --------------- | --------------- | --------------- | --------------- | --------------- | --------------- | --------------- | --------------- | --------------- | --------------- | --------------- | --------------- | --------------- | --------------- | --------------- | --------------- | --------------- | --------------- | --------------- | --------------- | --------------- | --------------- | --------------- | --------------- |
|                 | 1               | 2               | 3               | 4               | 5               | 6               | 7               | 8               | 9               | 10              | 11              | 12              | 13              | 14              | 15              | 16              | 17              | 18              | 19              | 20              | 21              | 22              | 23              | 24              | 25              | 26              | 27              | 28              | 29              | 30              | 31              |                 |
| Gennaio         | Me              | Gi              | Ve              | Sa              | Do              | Lu              | Ma              | Me              | Gi              | Ve              | Sa              | Do              | Lu              | Ma              | Me              | Gi              | Ve              | Sa              | Do              | Lu              | Ma              | Me              | Gi              | Ve              | Sa              | Do              | Lu              | Ma              | Me              | Gi              | Ve              |                 |
| Febbraio        | Sa              | Do              | Lu              | Ma              | Me              | Gi              | Ve              | Sa              | Do              | Lu              | Ma              | Me              | Gi              | Ve              | Sa              | Do              | Lu              | Ma              | Me              | Gi              | Ve              | Sa              | Do              | Lu              | Ma              | Me              | Gi              | Ve              |                 |                 |                 |                 |
| Marzo           | Sa              | Do              | Lu              | Ma              | Me              | Gi              | Ve              | Sa              | Do              | Lu              | Ma              | Me              | Gi              | Ve              | Sa              | Do              | Lu              | Ma              | Me              | Gi              | Ve              | Sa              | Do              | Lu              | Ma              | Me              | Gi              | Ve              | Sa              | Do              | Lu              |                 |
| Aprile          | Ma              | Me              | Gi              | Ve              | Sa              | Do              | Lu              | Ma              | Me              | Gi              | Ve              | Sa              | Do              | Lu              | Ma              | Me              | Gi              | Ve              | Sa              | Do              | Lu              | Ma              | Me              | Gi              | Ve              | Sa              | Do              | Lu              | Ma              | Me              |                 |                 |
| Maggio          | Gi              | Ve              | Sa              | Do              | Lu              | Ma              | Me              | Gi              | Ve              | Sa              | Do              | Lu              | Ma              | Me              | Gi              | Ve              | Sa              | Do              | Lu              | Ma              | Me              | Gi              | Ve              | Sa              | Do              | Lu              | Ma              | Me              | Gi              | Ve              | Sa              |                 |
| Giugno          | Do              | Lu              | Ma              | Me              | Gi              | Ve              | Sa              | Do              | Lu              | Ma              | Me              | Gi              | Ve              | Sa              | Do              | Lu              | Ma              | Me              | Gi              | Ve              | Sa              | Do              | Lu              | Ma              | Me              | Gi              | Ve              | Sa              | Do              | Lu              |                 |                 |
| Luglio          | Ma              | Me              | Gi              | Ve              | Sa              | Do              | Lu              | Ma              | Me              | Gi              | Ve              | Sa              | Do              | Lu              | Ma              | Me              | Gi              | Ve              | Sa              | Do              | Lu              | Ma              | Me              | Gi              | Ve              | Sa              | Do              | Lu              | Ma              | Me              | Gi              |                 |
| Agosto          | Ve              | Sa              | Do              | Lu              | Ma              | Me              | Gi              | Ve              | Sa              | Do              | Lu              | Ma              | Me              | Gi              | Ve              | Sa              | Do              | Lu              | Ma              | Me              | Gi              | Ve              | Sa              | Do              | Lu              | Ma              | Me              | Gi              | Ve              | Sa              | Do              |                 |
| Settembre       | Lu              | Ma              | Me              | Gi              | Ve              | Sa              | Do              | Lu              | Ma              | Me              | Gi              | Ve              | Sa              | Do              | Lu              | Ma              | Me              | Gi              | Ve              | Sa              | Do              | Lu              | Ma              | Me              | Gi              | Ve              | Sa              | Do              | Lu              | Ma              |                 |                 |
| Ottobre         | Me              | Gi              | Ve              | Sa              | Do              | Lu              | Ma              | Me              | Gi              | Ve              | Sa              | Do              | Lu              | Ma              | Me              | Gi              | Ve              | Sa              | Do              | Lu              | Ma              | Me              | Gi              | Ve              | Sa              | Do              | Lu              | Ma              | Me              | Gi              | Ve              |                 |
| Novembre        | Sa              | Do              | Lu              | Ma              | Me              | Gi              | Ve              | Sa              | Do              | Lu              | Ma              | Me              | Gi              | Ve              | Sa              | Do              | Lu              | Ma              | Me              | Gi              | Ve              | Sa              | Do              | Lu              | Ma              | Me              | Gi              | Ve              | Sa              | Do              |                 |                 |
| Dicembre        | Lu              | Ma              | Me              | Gi              | Ve              | Sa              | Do              | Lu              | Ma              | Me              | Gi              | Ve              | Sa              | Do              | Lu              | Ma              | Me              | Gi              | Ve              | Sa              | Do              | Lu              | Ma              | Me              | Gi              | Ve              | Sa              | Do              | Lu              | Ma              | Me              |                 |